# Nazionale maschile di pallanuoto d'Israele
La nazionale di pallanuoto maschile di Israele (נבחרת ישראל בכדורמים) è la rappresentativa pallanuotistica di Israele in campo maschile nelle competizioni internazionali.

## Risultati
Mondiali
- 1973: 16º
- 1978: 16º
- 1986: 15º

Europei
- 2022: 12º
- 2024: 16º